# Феррейра, Бриан
Бриан Федерико Феррейра (исп. Brian Federico Ferreira; 24 мая 1994, Буэнос-Айрес, Аргентина) — аргентинский футболист, полузащитник.

## Клубная карьера
Феррейра — воспитанник футбольной академии «Велес Сарсфилд». 2 октября 2011 года в матче против «Сан-Мартин Сан-Хуан» он дебютировал в аргентинской Примере. В составе клуба Бриан дважды стал чемпионом Аргентины. 11 октября 2014 года в поединке против «Олимпо» он забил свой первый гол за Велес Сарсфилд.
В начале 2016 года Феррейра перешёл в «Олимпо». 20 февраля в матче против «Химнасии Ла-Плата» он дебютировал за новый клуб.

## Международная карьера
В 2011 году Феррейра принял участие в юношеском чемпионате Южной Америки в Эквадоре. На турнире он сыграл в матчах против команд Перу, Парагвая, Бразилии, Колумбии и дважды Уругвая и Эквадора. В поединке против перуанцев Бриан забил гол.
Летом того же года Феррейра принял участие в юношеском чемпионате мира в Мексике. На турнире он сыграл в матчах против команд Франции, Англии и Японии.В поединке против японцев Бриан забил гол.

## Достижения
«Велес Сарсфилд»
- Чемпионат Аргентины по футболу — Апертура 2012
- Чемпионат Аргентины по футболу — Инсиа 2013